# (5311) 1981 GD1
(5311) 1981 GD1 — астероїд головного поясу.
Тіссеранів параметр щодо Юпітера — 3,231.